# Coup d'État de Primo de Rivera
Le coup d'État de Primo de Rivera est un coup d'État ou un pronunciamiento,,,, mené entre le 13 et le 15 septembre 1923 en Espagne par le capitaine général de Catalogne, Miguel Primo de Rivera, à l'issue duquel le monarque Alphonse XIII confia le pouvoir à ce dernier, marquant la chute du gouvernement libéral présidé par Manuel García Prieto, la fin du régime constitutionnel de la Restauration et le début de la dictature de Primo de Rivera.

## La conspiration

### Barcelone

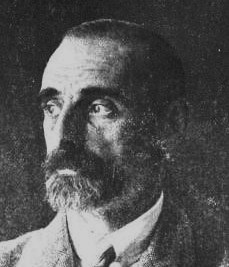
Francesc Cambó, leader de la Lliga Regionalista.

Selon l’historien Shlomo Ben-Ami, « c’est en Catalogne qu’il faut chercher les origines immédiates du coup de Primo de Rivera. C’est là que la bourgeoisie créa l’atmosphère hystérique qui entoura Primo de Rivera de l’auréole de « sauveur » et plaça sa rébellion, comme le fit remarquer un observateur contemporain, dans le contexte général de la réaction antibolchévique qui avait également atteint d’autres pays européens. Cambó, authentique représentant de la haute bourgeoisie catalane, « le théoricien de la dictature espagnole », comme l'appela Maurín, exposa crûment les aspirations et la responsabilité de sa classe dans la dictature : […] « Une société dans laquelle l'avalanche démagogique [syndicaliste] met en grave péril les idéaux et intérêts se résignera à tout à condition de se sentir protégée […] » Cela ne signifie pas, pour autant, qu’il y eût un réel danger de révolution sociale à la veille du coup de Primo de Rivera ».
Le 14 mars 1922, le général Primo de Rivera fut nommé capitaine général de Catalogne, décision qui fut bien accueillie par la bourgeoisie catalane en raison de la réputation qui le précédait d’être un défenseur de l’« ordre ». Selon ce que Primo de Rivera expliqua lui-même plus tard, c’est au cours de sa période au poste de capitaine général de Valence en 1920 qu’il fut « terrorisé » par le radicalisme de la classe ouvrière (« de tendance communiste révolutionnaire ») et qu’il prit conscience de la « nécessité d’intervenir dans la politique espagnole par des procédés différents des habituels ». Un des premiers exemples de sa politique d’ordre fut le soutien qu’il prêta aux protestations des organisations patronales catalanes à cause de la décision du gouvernement de José Sánchez Guerra de destituer en octobre 1922 le gouverneur civil de Barcelone, le général Severiano Martínez Anido, qui s’était distingué par sa bienveillance envers le pistolérisme patronal et par l’application de mesures brutales pour tenter de mettre fin aux conflits avec les ouvriers et à la violence anarcho-syndicaliste qui faisaient des ravages à Barcelone et son aire industrielle depuis la grève de la Canadenca de 1919.

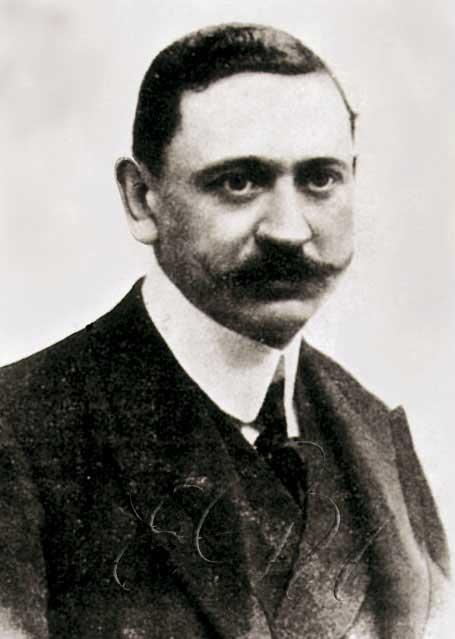
Manuel García Prieto, président du gouvernement depuis décembre 1922.

L’idée du patronat catalan du Fomento del Trabajo Nacional (es) selon laquelle la destitution de Martínez Anido était une erreur se vit confirmée par l’augmentation du pistolérisme anarchiste dans les premiers mois de 1923 — on passa d’une centaine d’attentats en 1922 à 800 entre janvier et septembre 1923 ; à Barcelone il y eut 34 morts et 76 blessés, dont la majorité eurent lieu pendant la grève des transports de mai-juin  — et des conflits avec les ouvriers. Primo de Rivera sut répondre à ces inquiétudes avec sa défense de la « loi et l’ordre » face à ce qui apparaissait comme une faiblesse du nouveau gouvernement de García Prieto, qui avait succédé à celui de Sánchez Guerra début décembre 1922, dénoncée par la presse conservatrice barcelonaise, notamment La Veu de Catalunya, organe de presse de la Lliga Regionalista de Francesc Cambó.
La popularité de Primo de Rivera parmi les classes moyennes et la haute bourgeoisie catalanes atteignit son zénith lors de son intervention dans la grève générale des transports de Barcelone de mai et juin 1923, qui avait commencé à cause du refus du patronat de respecter le jour férié du premier mai, et que Primo de Rivera avait qualifié de « clairement révolutionnaire ». L’alignement de ce dernier avec la bourgeoisie catalane se confirma le 6 juin, durant l’enterrement du sous-caporal du Somatén José Franquesa, assassiné quelques heures auparavant, au cours duquel Primo de Rivera fut acclamé comme le sauveur de la Catalogne tandis que le gouverneur civil était insulté et accusé de représenter de la CNT. Dès lors, « il semblait évident qu’un secteur de la bourgeoisie barcelonaise avait déjà pris parti contre la légalité constitutionnelle, et désignait son candidat favori pour mener le coup d’État ». Plus tard, se rappelant ces évènements, Primo de Rivera écrivit : « Que dire de l’état d’âme de tous, qui avaient mis leur confiance en moi seul, et m’incitaient à faire quelque chose, n'importe quoi, pourvu que cela libère la Catalogne de l’hécatombe qui la menaçait de façon si évidente ? ».
Ce même mois de juin, Primo de Rivera, avec le gouverneur civil de Barcelone, fut appelé à Madrid par le président du gouvernement García Prieto pour lui demander de cesser de contrarier sa politique en Catalogne. Primo de Rivera répondit en exigeant les pleins pouvoirs pour une déclaration de l’état de guerre et mettre ainsi fin à la grève des transports, au terrorisme et aux manifestations « séparatistes ». Selon Eduardo González Calleja, « Dans un geste qu’il voulut salomonique, García Prieto pensa destituer les deux représentants du pouvoir de l’État, mais le roi refusa de signer le décret de renvoi du capitaine général. Primo reçut un accueil triomphal lors de son retour à Barcelone [le 23 juin], et contourna le refus du Gouvernement à déclarer l’état de guerre en ordonnant la fermeture de Solidaridad Obrera [journal anarcho-syndicaliste] et la détention d’Ángel Pestaña et d’autres dirigeants modérés de la CNT ». Après l’échec des échanges avec le gouvernement, il apparut que seul un renversement par la force de ce dernier pourrait mettre fin à la politique contestée qu’il menait dans la gestion des conflits ouvriers.
La promesse de Primo de Rivera de protéger l’industrie catalane en instaurant une hausse des frais de douane scella son alliance avec la haute bourgeoisie de la région. Une telle mesure s’opposait à la politique de libre échange menée par le gouvernement à la suite de négociations avec plusieurs pays dont le Royaume-Uni, la France, l’Allemagne et les États-Unis, visant à permettre une baisse des prix intérieurs et à favoriser les exportations, notamment agricoles, mesures qui avaient provoqué les vives protestations de la Chambre du commerce et de l’industrie de Catalogne. Peu après le coup d’État, Primo de Rivera déclara que les baisses de taxes douanières accordées par le gouvernement de García Prieto avaient été une décision « criminelle ».

### Madrid

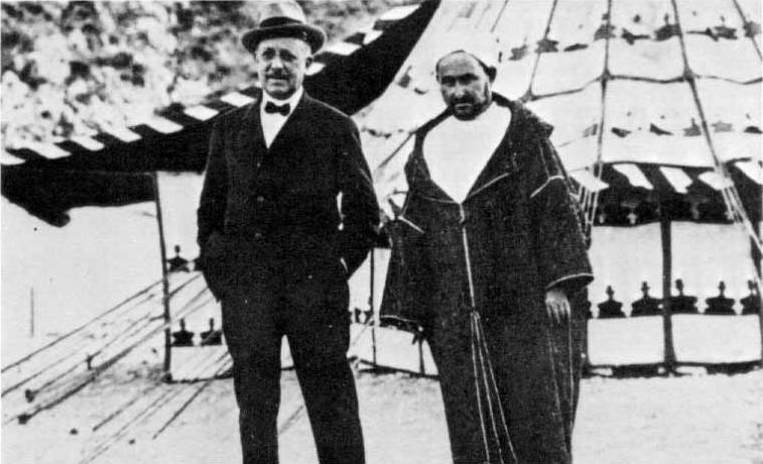
Abd el-Krim avec l’entrepreneur espagnol Horacio Echevarrieta, mandaté par le gouvernement espagnol pour négocier la libération des militaires prisonniers après la bataille d'Anoual.

Au début de 1923, l’indignation d’une grande partie de l’armée contre le gouvernement libéral de García Prieto au motif de sa gestion politique jugée chancelante au Protectorat espagnol du Maroc était évidente. Les critiques s’exacerbèrent à partir du 27 janvier, date où le ministre d’État Santiago Alba annonça que les négociations avec Abd el-Krim pour la libération des officiers et soldats faits prisonniers par les Rifains lors de la bataille d’Anoual — le « désastre d’Anoual » — avaient abouti. 326 militaires — ou 357 selon les sources —, emprisonnés depuis plus de 18 mois dans des conditions inhumaines, allaient être libérés en échange de 4 millions de pesetas, une somme considérable à cette époque.

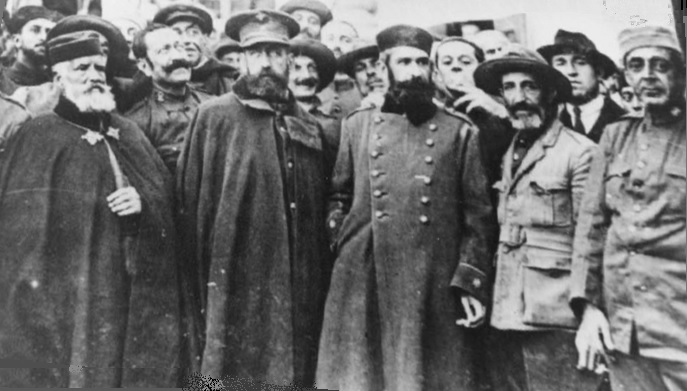
Chefs et officiers espagnols après leur libération à la suite des négociations tenues entre le gouvernement et Abd el-Krim, qu’un secteur de l’armée espagnole qualifia d’indignes.

Selon Julio Gil Pecharromán, « la libération des prisonniers en échange d’argent [fut] reçue par beaucoup de militaires comme une gifle, une preuve de la méfiance du gouvernement libéral envers la capacité opérative des forces armées, surtout lorsque la presse de gauche la présenta comme une démonstration de l’échec du militarisme et de la bureaucratie qui dominaient dans l’armée d'Afrique ». Un manifeste demandant des sanctions contre ceux qui attentaient contre l’honneur de l'Armée commença à circuler dans les casernes. Le 6 février, le capitaine général de Madrid, après avoir tenu une réunion avec les généraux et chefs de la garnison, se présenta devant le ministre de la Guerre Niceto Alcalá-Zamora pour lui faire part du fait que l’Armée se trouvait « déprimée et vexée face aux campagnes tendancieuses qui mettent en doute [son] honneur », tout en affirmant son désir de rester fidèles aux « pouvoirs constitués ». Le même jour, Primo de Rivera réunit les généraux de sa région militaire (es) et envoya un long télégramme au ministre dans lequel il demandait des sanctions contre les Rifains. Pour sa part, le commandant général de Melilla communiqua au ministre que les chefs et officiers sous son commandement « avec l’âme amère en raison des injustes attaques endurées, caressaient les plus téméraires et peut-être illégales entreprises », s’il ne réalisait pas « une action énergique et immédiate, en faisant taire la presse anti-espagnole et anti-patriotique » et en mettant en marche une opération contre Al Hoceïma. Le gouvernement reçut également des nouvelles selon lesquelles les protestations rencontraient la sympathie du roi Alphonse XIII. En réponse, le ministre Alcalá-Zamora rappela aux militaires que c’était le gouvernement qui déterminait la politique sur le Maroc, dans un télégramme envoyé aux capitaines généraux qui leur ordonnait de freiner « toute tendance collective ou actes extérieurs qui causeraient de graves dommages aux intérêts du pays et de l’Armée, qui sont identiques et que rien ne peut mettre en conflit ».
C’est dans ce contexte que surgit à Madrid un noyau conspirateur formé par quatre généraux — José Cavalcanti, Federico Berenguer, Leopoldo Saro Marín et Antonio Dabán Vallejo —, qui fut désigné comme le Quadrilatère (es) et dont l’objectif était de changer la politique gouvernementale au Maroc par la formation d’un gouvernement civil ou militaire qui, avec l’appui du roi, nommerait un général « énergique » à la tête du Protectorat. En dépit de l’hostilité des militaires envers le gouvernement, ceux-ci se montrèrent dans l’ensemble peu disposés à s'impliquer dans une conspiration pour le renverser, si bien qu'il reçut un appui limité.
Les généraux du Quadrilatère pensèrent alors que la seule possibilité qui leur restait était de convaincre un général jouissant d’un grand prestige au sein de l’armée pour qu’il dirige le mouvement et que le roi le nomme président du gouvernement. Le général le plus ancien et le plus haut gradé était alors Valeriano Weyler, âgé de 83 ans, mais les conspirateurs choisirent d’éviter de le consulter en raison de son âge avancé et du tempérament indépendant qu’on lui connaissait. Le militaire immédiatement inférieur dans la hiérarchie était le général Francisco Aguilera y Egea, président du Conseil suprême de Guerre et de Marine et sénateur à vie, qui fut contacté par les conspirateurs, en dépit du fait qu’il s’était montré partisan d’une enquête sur les responsabilités des chefs militaires et généraux dans le désastre militaire d’Anoual — une initiative très impopulaire parmi les officiers —. Aguilera fut néanmoins finalement écarté à la suite d’un incident survenu dans les couloirs du Sénat le 30 juin, au cours desquels il reçut une gifle du ministre Sánchez Guerra qu’il avait accusé d’avoir menti au sujet d’un supposé retard dans la délivrance de la documentation concernant le général Dámaso Berenguer pour faire au Sénat la demande permettant de le juger — selon González Calleja, grâce à ce geste, Sánchez Guerra devint « dès lors et jusqu’à la fin de la Dictature le symbole de la dignité du pouvoir civil » —. « Le discrédit d’Aguilera fut immédiat. Les militaires qui avaient confiance en lui pour mettre au pas les politiciens, n’acceptèrent pas qu’il se laissât gifler impunément par l’un d’entre eux. Sánchez Guerra enfonça le clou, en traitant Aguilera de putschiste [golpista], jusqu’à ce que le général, acculé, désavouât publiquement tout plan d’intervention militaire dans la politique. Le Quadrilatère se trouva de nouveau sans candidat… ». Selon l’historien Javier Tusell, cet « incident, presque d’opérette » plaça Aguilera au centre de l’attention et illustra son « manque radical d’habilité, lui qui se consacrait à agresser verbalement les politiciens, sans chercher de soutien dans les casernes », qui étaient l’endroit naturellement approprié pour ourdir un coup d’État. De plus, il avait maintenu une relation assez froide avec le roi, ce qui ne le prédisposait pas à devenir le meneur du coup militaire en gestation.

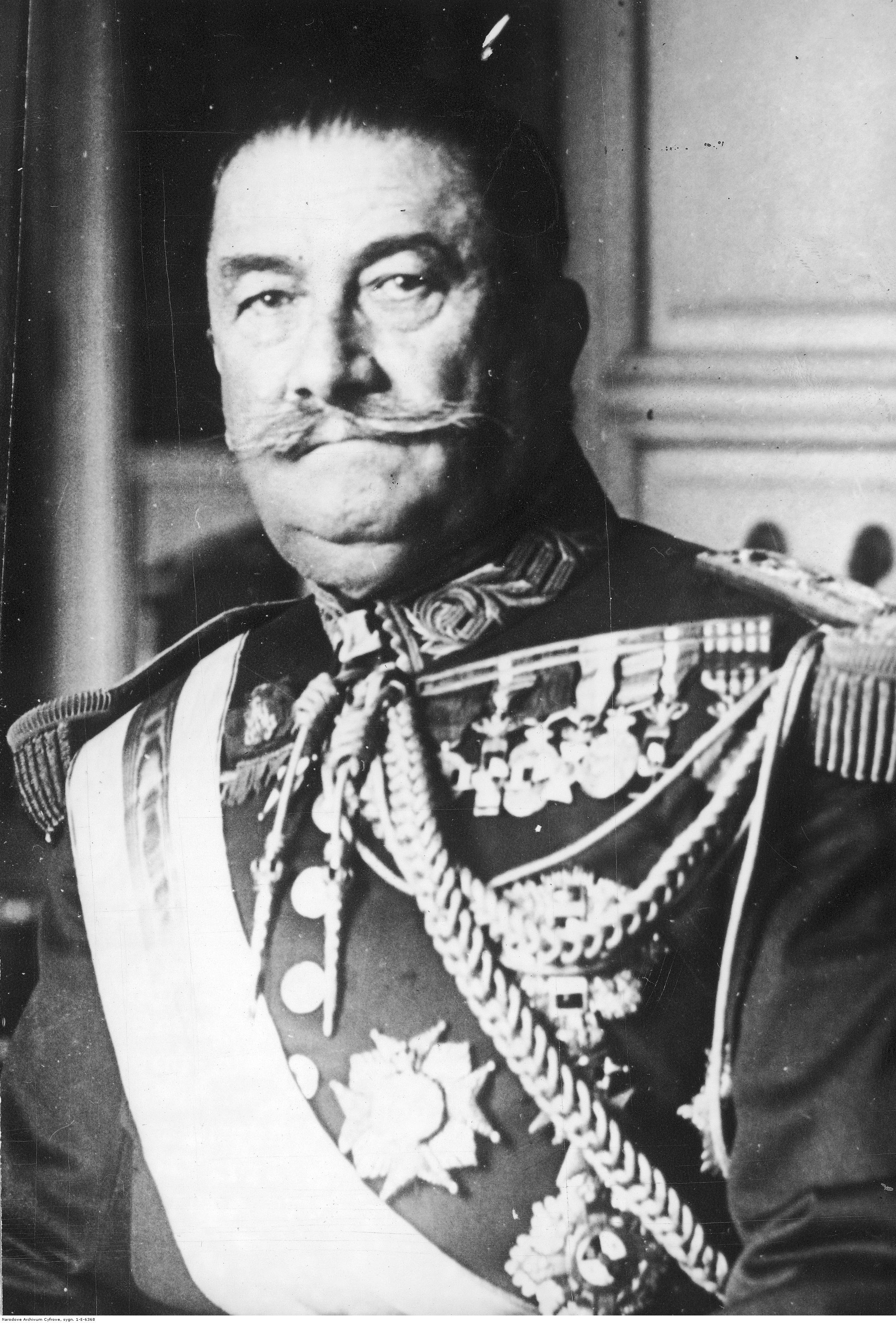
Le géméral Dámaso Berenguer, l’un des militaires inculpés dans le rapport Picasso sur le désastre d'Anoual, et dont le frère, le général Federico Berenguer, faisait partie du Quadrilatère qui dirigeait la conspiration à Madrid.

Rapidement néanmoins, le Quadrilatère trouva une figure pour remplacer Aguilera : le général Primo de Rivera, qui vers cette période se trouvait à Madrid, à l'appel du gouvernement qui souhaitait l’éloigner de la Catalogne, où il était en train d’acquérir un ascendant sur les civils difficilement tolérable par l’exécutif. À Madrid, celui-ci rédigea un texte dans lequel il critiquait le gouvernement, mais il n’en fit finalement pas usage car, selon Javier Tusell, « il aurait alors rompu une tradition qui s’était maintenue tout au long de la Restauration : l’Armée exerçait toujours des pressions dans certains problèmes déterminés, mais n’assumait pas le rôle central direct ». Durant son séjour dans la capitale, Primo de Rivera entra en contact personnellement avec le général Aguilera — avec qui il avait maintenu depuis le mois de mais une « relation épistolaire tendue » — mais sans avancée car celui-ci lui reprocha son identification avec le patronat dans les conflits ouvriers en Catalogne. Il s’entretint également avec le roi, à qui il exprima son inquiétude relative à la situation politique — on envisagea de le nommer chef de la Maison militaire du roi (es) —. D’une bien plus grande importance se révéla la réunion qu’il tint avec les généraux du Quadrilatère, qui virent en lui le substitut naturel à Aguilera pour mener le « coup de force » qu’ils défendaient, et dont ils firent part au monarque. Néanmoins, début juillet, le procès contre le général Cavalcanti pour sa gestion du conflit au Maroc ainsi que la nomination de Manuel Portela Valladares au poste de gouverneur civil de Barcelone, qui rétablit le pouvoir civil dans la capitale catalane, constitua un sérieux contretemps pour les plans des conjurés.

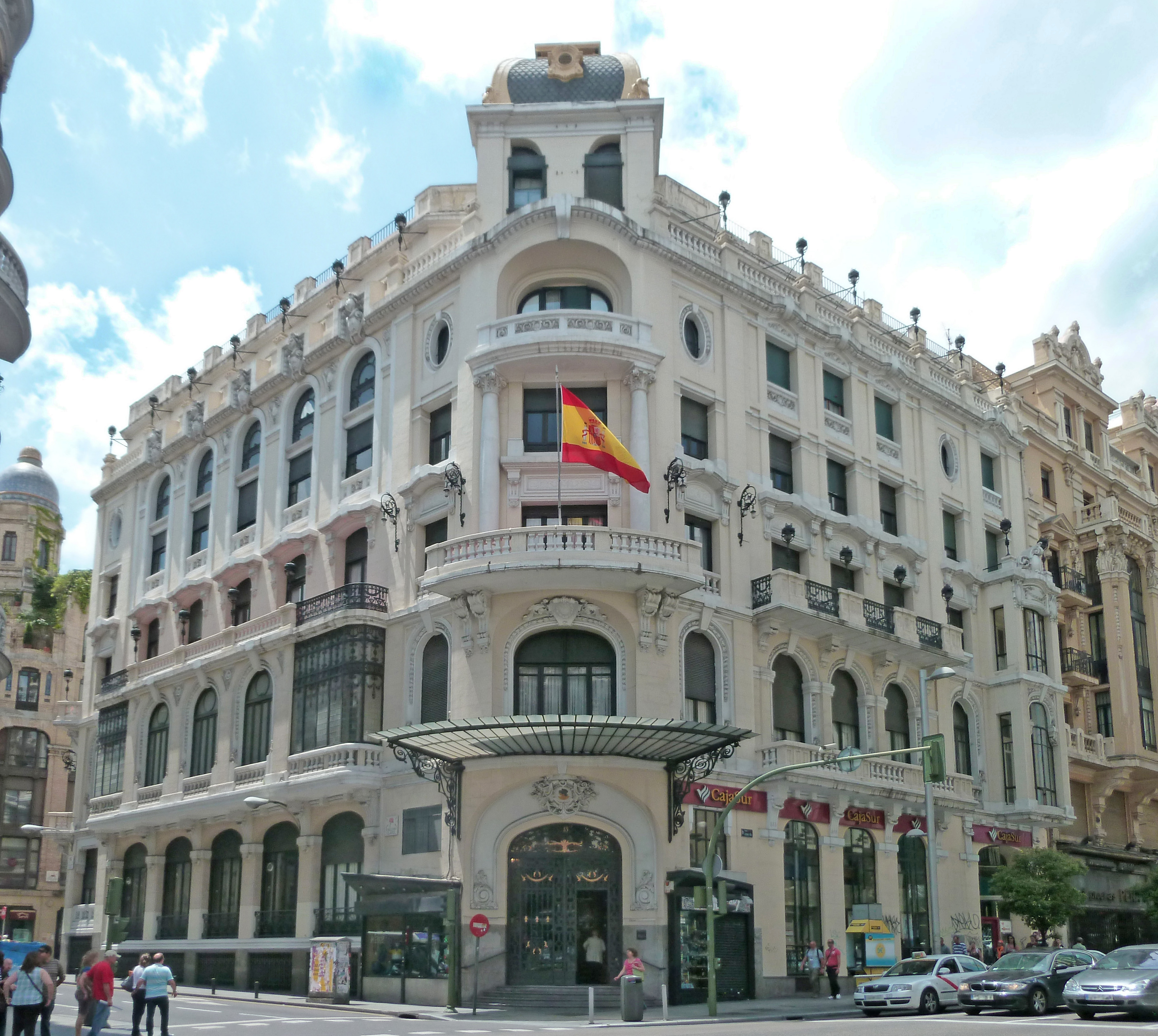
Casino militaire de Madrid.

Le choix de Primo de Rivera pouvait se révéler surprenant, car il avait manifesté à diverses occasions une posture de renoncement par rapport au Maroc. Toutefois, après avoir décidé de s’impliquer dans la conspiration, Primo de Rivera fit preuve d’une grande habileté en modérant sa position affichée sur le Maroc, de la même manière qu’il avait su modérer son esprit centraliste lorsqu’il s’était allié avec la bourgeoisie catalaniste. Sur la question des responsabilités du désastre d’Anoual, il rejoignait la position de ses compagnons d'armes, se montrant résolu à mettre fin aux campagnes hostiles qu’ils devaient essuyer et à restaurer leur honneur, bafoué par les membres de ce qu’il avait pris lui-même l’habitude d’appeler « la caste ».
Les preuves de l’agitation dominante parmi les militaires se poursuivirent. Au début du mois d’août, un groupe de généraux, parmi lesquels se trouvait Primo de Rivera, se réunit au casino militaire de Madrid pour protester contre l’inactivité du gouvernement au protectorat du Maroc et pour appuyer un plan offensif du général Severiano Martínez Anido. Ils avertirent le gouvernement que « l’armée ne tolèrerait pas plus longtemps d’être un jouet aux mains de politiciens opportunistes ».

### Les deux semaines précédant le coup

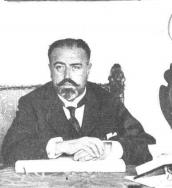
Santiago Alba Bonifaz, ministre d’État du gouvernement de Manuel García Prieto, en 1922.

Des incidents survenus à Malaga à la fin du mois août, où les troupes refusèrent d’embarquer à destination du protectorat marocain, ravivèrent la conjuration militaire et convainquirent Primo de Rivera qu’il était le moment d'agir. Le caporal Barroso, principal instigateur de la mutinerie, fut jugé mais le gouvernement le grâcia, ce que de nombreux militaires interprétèrent comme une preuve des doutes entretenus par le gouvernement au sujet du futur du Maroc espagnol, dont ils attribuèrent la plus grande part de responsabilité au ministre d’État du gouvernement de García Prieto, Santiago Alba Bonifaz. Primo de Rivera affirma plus tard que sa « patriotique décision » de s’emparer du pouvoir avait été encouragée par les évènements de Malaga : « L’absolution de Barroso me fit comprendre l´horrible abîme dans lequel l'Espagne avait été jetée », déclara-t-il. « Les militaires ne virent pas dans la mutinerie de Malaga un simple acte d’insubordination, mais le reflet de l'effondrement de la loi comme élément dissuasif et d’une atmosphère de défaitisme, cultivée par des séparatistes, des communistes et des syndicalistes. Ainsi, alors que les tribunaux militaires devaient punir les mutins, la justice militaire devait agir également contre les autres, c’est-à-dire, les civils antipatriotiques. Le rôle en revenait à l’armée d’éduquer la communauté civile et de lui inculquer un système espagnol de valeurs. […] Pour exaspérer davantage encore les militaires, qui redoutaient que les mutins n’infectent d'autres unités de l’Armée. Le journal ABC — dont l’hystérique campagne contre la désintégration de l’État aidait à créer le climat approprié pour le putsch — publia une photographie de Barroso en train de fraterniser avec deux officiers ».

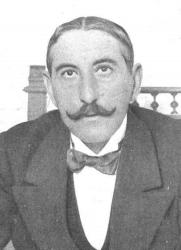
Rafael Gasset, ministre de Fomento qui démissionna en septembre 1923 à cause de son désaccord avec la réactivation de la politique sur le Protectorat espagnol au Maroc et fut remplacé par Manuel Portela Valladares.

Entre le 4 et le 9 septembre, Primo de Rivera séjourna à Madrid, où il s’entretint de nouveau avec les généraux du Quadrilatère, qui le reconnurent comme meneur de la conspiration. Le général Saro informa le roi que l’armée s’apprêtait à abattre le gouvernement et le monarque quitta par prudence la capitale pour se rendre à sa résidence d’été de Saint-Sébastien. Durant la présence de Primo de Rivera à Madrid, on apprit que l’État major central de l’Armée avait recommandé au gouvernement un débarquement à Al Hoceïma, au centre du Protectorat, pour mettre fin à la rébellion d’Abd el-Krim, ce qui provoqua la démission de trois ministres du gouvernement opposés à la proposition — Miguel Villanueva, Joaquín Chapaprieta et Rafael Gasset Chinchilla —. L’un des hommes politiques qui les remplaça était Manuel Portela Valladares, le gouverneur civil de Barcelone, ce qui fut une grave erreur, étant donné que son déplacement à Madrid facilita les opérations préparatives du coup qui allait avoir pour épicentre la capitale catalane. Pour leur part, les cercles militaires louèrent cette fois le gouvernement qui levait les obstacles au projet de l’armée et le journal militaire El Ejército Español, qui jusque là n’avait eu de cesse d’attaquer l'exécutif, accueillit la démission des ministres comme une victoire des « intérêts supérieurs du pays ». Le journal conservateur ABC jugea que la crise de gouvernement était un « spectacle déprimant » qui reflétait la « désorientation politique » caractéristique du système.
Le 7 septembre, sur le chemin du retour de Madrid, Primo de Rivera s’arrêta à Saragosse où il se réunit avec le gouverneur militaire, le général José Sanjurjo, pour finaliser les derniers détails du coup, auquel Sanjurjo avait déjà souscrit lors d’une visite antérieure.  Dès qu’il arriva à Barcelone, Primo de Rivera réussit à rallier le soutien des généraux qui dirigeaient des troupes en Catalogne — parmi lesquels Barrera, López Ochoa et Mercader[Qui ?] —. Toutefois, en dehors de ceux-ci, de Sanjurjo à Saragosse et des généraux du Quadrilatère à Madrid, il ne parvint à obtenir l’implication d’aucun autre général, bien que nombreux soient ceux qui manifestèrent leur assentiment à l’idée d’instaurer un régime militaire. D’autre part, Primo de Rivera informa les ambassadeurs espagnols des principales capitales européennes de ses intentions.

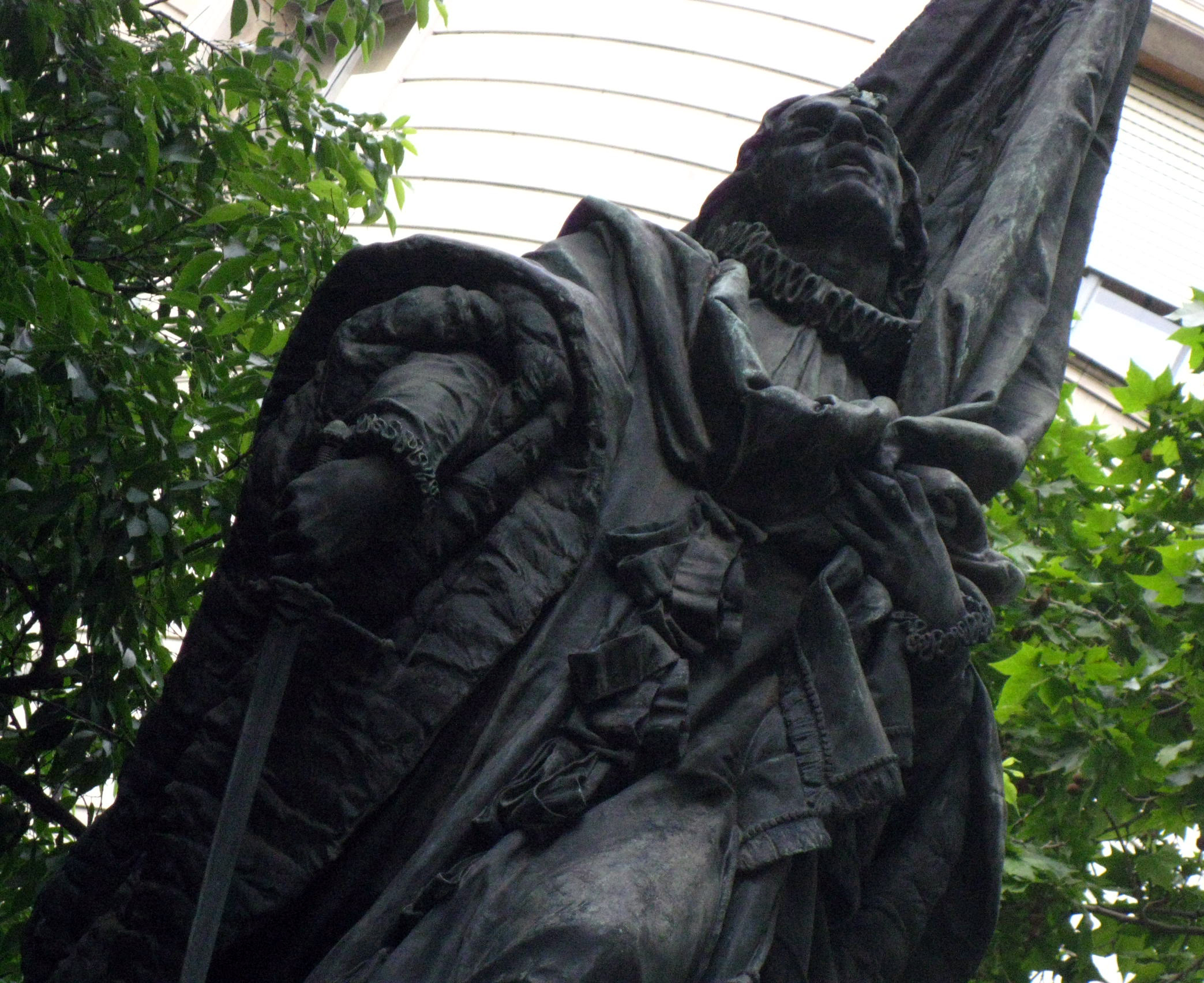
Statue de Rafael Casanova sur la Ronda de Sant Pere de Barcelone, autour de laquelle se produisirent les incidents de lors de la fête nationale de la Catalogne du 11 septembre 1923.

Les incidents qui eurent lieu lors de la fête nationale de la Catalogne du 11 septembre, au cours de laquelle de jeunes nationalistes catalans radicaux huèrent le drapeau espagnol et lancèrent des cris de « Mort à l’Espagne ! », « Vive la République du Rif ! » — en soutien au soulèvement des Rifains —, ou encore « Mort à l’État oppresseur ! » et « Mort à l'Armée ! », précipitèrent le coup militaire, initialement prévu le 15 du même mois. Il informa par courrier les conspirateurs de Madrid de sa décision de se soulever, affirmant prendre en exemple les généraux Juan Prim et Leopoldo O'Donnell, auteurs de multiples pronunciamientos au cours du siècle précédent.
Le 12 septembre, les préparatifs s’accélérèrent. À Barcelone, à 9 h 30 du matin, Primo de Rivera se réunit dans son bureau avec les généraux et chefs engagés dans la conjuration — 6 généraux, parmi lesquels le gouverneur militaire César Aguado Guerra, son chef d’État major Juan Gil y Gil, le commandant du Somatén, Plácido Foreira Morante, et le général Eduardo López Ochoa, ainsi qu’onze colonels et un lieutenant-colonel — et leur transmit les dernières instructions. À Saragosse, l’arrivée du commandant José Cruz-Conde Fustegueras, lien entre les conspirateurs et le gouverneur militaire, le général Sanjurjo, permit également la finalisation des plans, devant la passivité du capitaine général. À Madrid, les généraux du Quadrilatère obtinrent le soutien du gouverneur militaire, le général Juan O'Donnell, duc de Tétouan, mais pas du capitaine général Muñoz Cobos (es), bien que celui-ci ne réagît pas en défense du gouvernement. Ces préparatifs furent connus du gouvernement, qui décida de mandater à Barcelone le ministre Portela Valladares. Le ministre de la Guerre, le général Aizpuru, envoya un télégramme à Primo de Rivera le questionnant à propos de son implication dans la conjuration. Ce dernier ne répondit pas et décida de lancer le coup aussi tôt que possible. Selon Según Ben-Ami, « Aizpuru, ami intime du général rebelle, ne fit aucun effort énergique pour empêcher les activités du général. Plus encore, il semble avoir délibérément donné aux conspirateurs les arguments contre le gouvernement, en recommandant l’aministie du caporal Barroso ».

## Déroulement

### Jeudi 13 septembre: triomphe du coup en Catalogne, à Saragosse et à Huesca

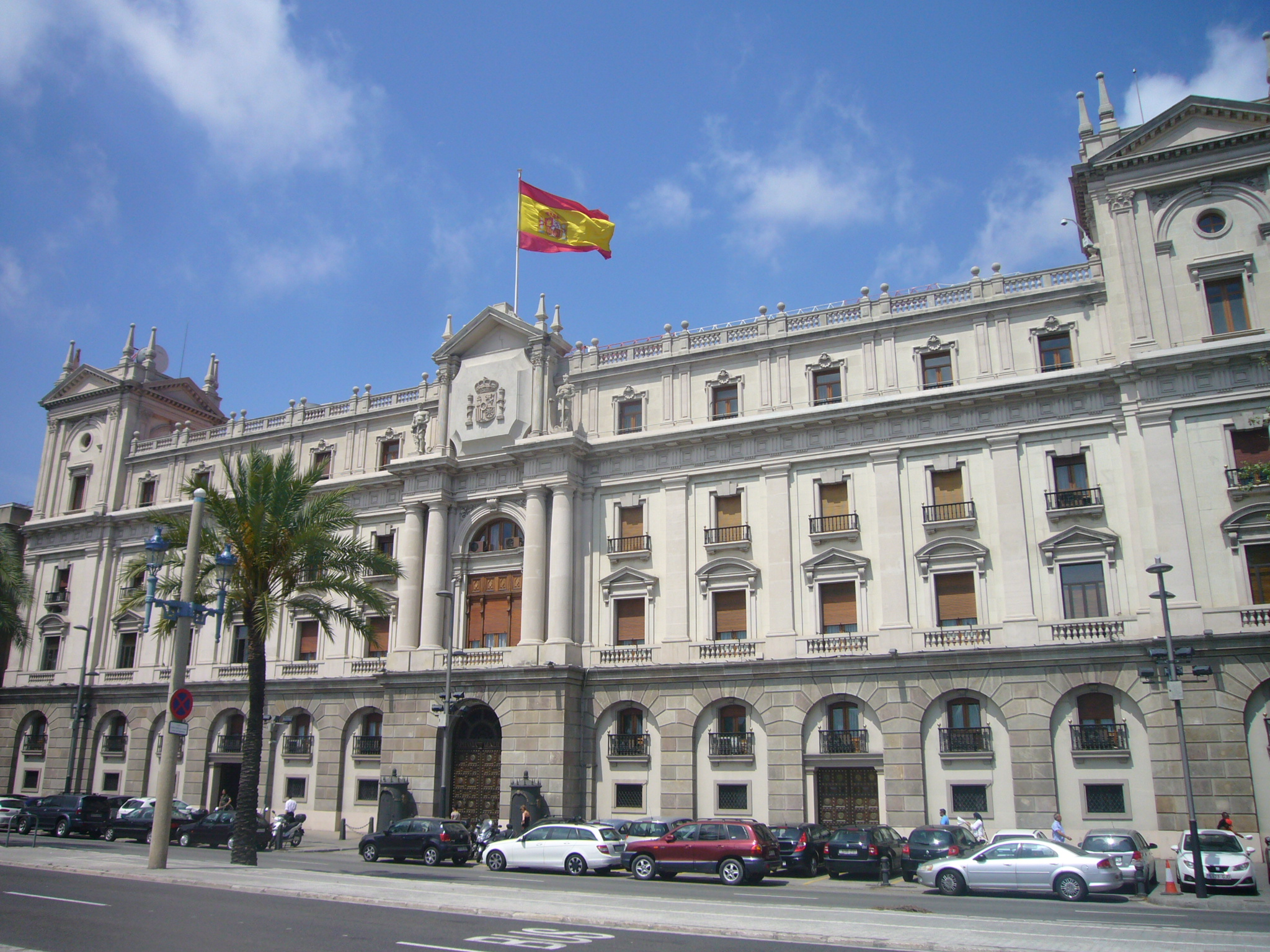
Palais de la capitainerie générale de Barcelone.

Le 12 septembre 1923 à minuit, Primo de Rivera proclama l’état de guerre à Barcelone. Il fit sortir les militaires dans la rue, qui prirent les bâtiments clés de la ville, et fit de même dans les autres capitales de province catalanes. À deux heures du matin, il réunit la presse catalane et lui communiqua son Manifiesto al País y al Ejército español (« Manifeste au Pays et à l’Armée espagnole »), dans lequel il justifiait la rébellion qu’il venait de mener et annonçait la formation d’un Directoire inspecteur militaire (Directorio Inspector Militar) qui prendrait le pouvoir avec l'approbation du roi. Le manifeste reflétait la rhétorique classique des pronunciamientos, mais à la différence de ceux qui avaient été pratiqués assidûment au cours du siècle précédent, il prétendait gouverner sans les partis (il affirmait qu’il allait sauver le pays aux mains des « professionnels de la politique ») et « établir un nouveau régime » ainsi qu'un nouveau type de parlement « véritablement représentatif de la volonté nationale ».
Le manifeste comportait une Parte dispositiva (« Partie dispositive ») qui annonçait une série de mesures, parmi lesquelles : la déclaration de l’état de guerre dans toutes les régions, la destitution de tous les gouverneurs civils et leur remplacement par les capitaines généraux, les gouverneurs militaires et les commandants militaires, la réquisition de tous les moyens de communication, l’interdiction expresse de toute autorité (en dehors des autorités familiales et commerciales) qui ne soient pas au service du nouveau régime, l’occupation de sites comme les prisons, les gares, les banques, les centrales électriques, les dépôts d’eau ainsi que des « centres de caractère communiste ou révolutionnaire » et la détention de « tous les éléments suspects ou peu fréquentables ». Dans le manifeste, Primo de Rivera prétendait ne pas avoir « conspiré » mais avoir seulement « recueilli en pleine lumière » les aspirations populaires et leur avoir donné la forme d’une organisation.
À cinq heures du matin, le général Losada occupait le bâtiment du gouvernement civil de Barcelone. Il en fut de même à Saragosse et Huesca, où d’autres lieux stratégiques furent pris par les militaires, comme annoncé dans le manifeste — des banques, prisons, centrales téléphoniques et télégraphiques , etc. —, grâce à quoi Sanjurjo parvint à convaincre le capitaine général d’Aragon de s’abstenir d’intervenir.
Au cours de cette matinée, le général Aizpuru, ministre de la Guerre, eut une conversation télégraphique avec Primo de Rivera, au cours de laquelle ce dernier lui exposa les raisons de ses actes et coupa délibérément la communication à un moment donné, ce qui constituait une déclaration ouverte de rébellion.
Primo de Rivera se mit en contact télégraphique avec les autres capitaines généraux, à l'exception de celui de Madrid. Le seul qui manifesta son opposition au coup d’État était celui de Valence, le général Zabalza, non en soutien au gouvernement mais parce qu’il pensait que le retour des pronunciamientos pouvait s’avérer dangereux pour la Couronne.

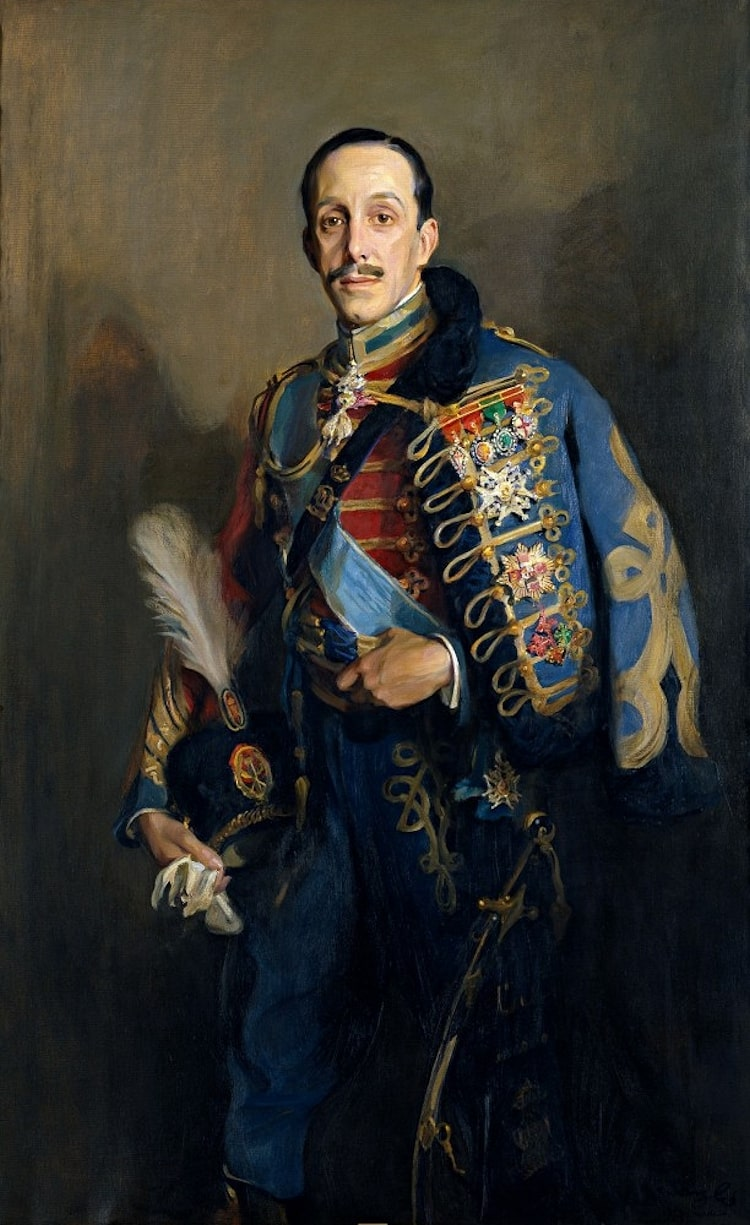
Portrai du roi Alphonse XIII en tenue de hussard (1927).

Le roi se trouvait dans sa résidence d’été de Saint-Sébastien, accompagné du ministre d’État (chargé des affaires étrangères) Santiago Alba. Celui-ci, après avoir demandé la destitution de Primo de Rivera et essuyé un refus du monarque, lui présenta sa démission. Dans le texte dans lequel il expliquait sa décision, Alba affirmait que les conspirateurs faisaient erreur et assurait qu’en démissionnant il mettait le gouvernement dans de meilleures conditions pour négocier, mais ne faisait aucun appel à la résistance. Le roi, pour sa part, ordonna au chef de sa Maison militaire, le général Joaquín Milans del Bosch, d’évaluer l’état d’esprit dans les garnisons du pays. Celles-ci répondirent qu’elles feraient ce que le roi leur ordonnerait. C’est ce que certains historiens appelèrent le « pronunciamiento négatif », qui s’avéra finalement décisif. Le seul contact entre le roi et Primo de Rivera ce jour-là fut un télégramme que le premier envoya depuis Saint-Sébastien, demandant au général d’assurer le maintien de l’ordre à Barcelone.
Tout au long de la journée du 13 septembre, Primo de Rivera donna la consigne à ses subordonnés d’« attendre et résister » et réalisa diverses déclarations rassurantes à la presse, éludant toutes les questions embarrassantes et attaquant les « politiques ». De plus, il se comporta « comme s’il était l’incarnation du gouvernement légal et non un militaire insurgé [et] inaugura une exposition de meubles à Barcelone, au milieu des acclamations d’un public euphorique, devant lequel il rendit un hommage démonstratif à la langue catalane ». Néanmoins, Primo de Rivera ne pouvait ignorer la précarité de sa situation, étant donné qu’aucun général ne lui avait manifesté son appui en dehors de la Catalogne et de l’Aragon. De fait, dans la journée plusieurs gouverneurs militaires communiquèrent au ministre de l’Intérieur leur loyauté envers le gouvernement constitutionnel, certains en arrivant même à prendre des mesures pour que toutes les unités militaires restent dans leurs garnisons respectives. La Garde civile ne participait pas à la rébellion, même en Catalogne — « nos contingents se maintiendront à la marge » déclara le commandant de la Garde civile de Barcelone —. Plus tard, un journaliste relata l’« impression affligeante » qu’il avait eue en visitant le siège de la capitainerie générale le 13 septembre: « Le général Primo de Rivera se trouvait pratiquement seul, seulement entouré de ses assistants et six ou sept officiers d’État major. […] Notre impression à ce moment était que si le gouvernement avait eu le courage suffisant pour envoyer une compagnie de la Garde civile, le coup d’État se serait transformé en échec » .
Le gouvernement se montra divisé. Seuls deux ministres manifestèrent leur opposition frontale à l’insurrection — l’amiral Aznar, au portefeuille de la Marine, et Portela, du Fomento (Équipement) —, les autres membres du gouvernement se montrant hésitants. Les nouvelles en provenance des capitaineries générales n’étaient pas apaisantes, car seuls les capitaines généraux de Valence et Séville — les généraux Zabalza et Charles de Bourbon, beau-frère du roi — s’étaient clairement opposés à Primo de Rivera, bien qu’ils ne se soient pas proposés au gouvernement pour défendre la légalité constitutionnelle. De plus au Pays valencien, les gouverneurs militaires de Castellón et de la capitale et le colonel du régiment de Tétouan avaient pris le contrôle de la région, neutralisant son capitaine général. D’autre part, la presse ne se manifesta pas contre le coup militaire, certains médias l'appuyant même ouvertement en incluant des entretiens avec les généraux impliqués dans la conspiration,  « sans que personne ne le dénonce ou ne l’empêche ».
Le seul soutien marqué dont bénéficia le gouvernement fut celui du général vétéran Weyler, si bien que le gouvernement mut à sa disposition un navire de guerre pour le transporter de Majorque à Barcelone. Sa mission était toutefois vouée à l’échec à partir du moment où l’amiral Aznar, ministre de la Marine, s’opposa à ce que la flotte procède au bombardement des insurgés à Barcelone.
Le gouvernement prit également la décision de mandater le capitaine général de Madrid, le général Muñoz Cobos, afin qu’il procède à l’arrestation des quatre généraux du Quadrilatère, mais celui-ci exigea que l’ordre fût signé par le roi. Selon l’historien Shlomo Ben-Ami, « en réalité, Muñoz Cobos agit en pratique comme s’il était membre de la conspiration. Il se sentit réticent, dit-il, à lutter contre les insurgés par crainte de diviser l’armée et de provoquer un autre Alcolea ».

### Vendredi 14 septembre: le roi à Madrid

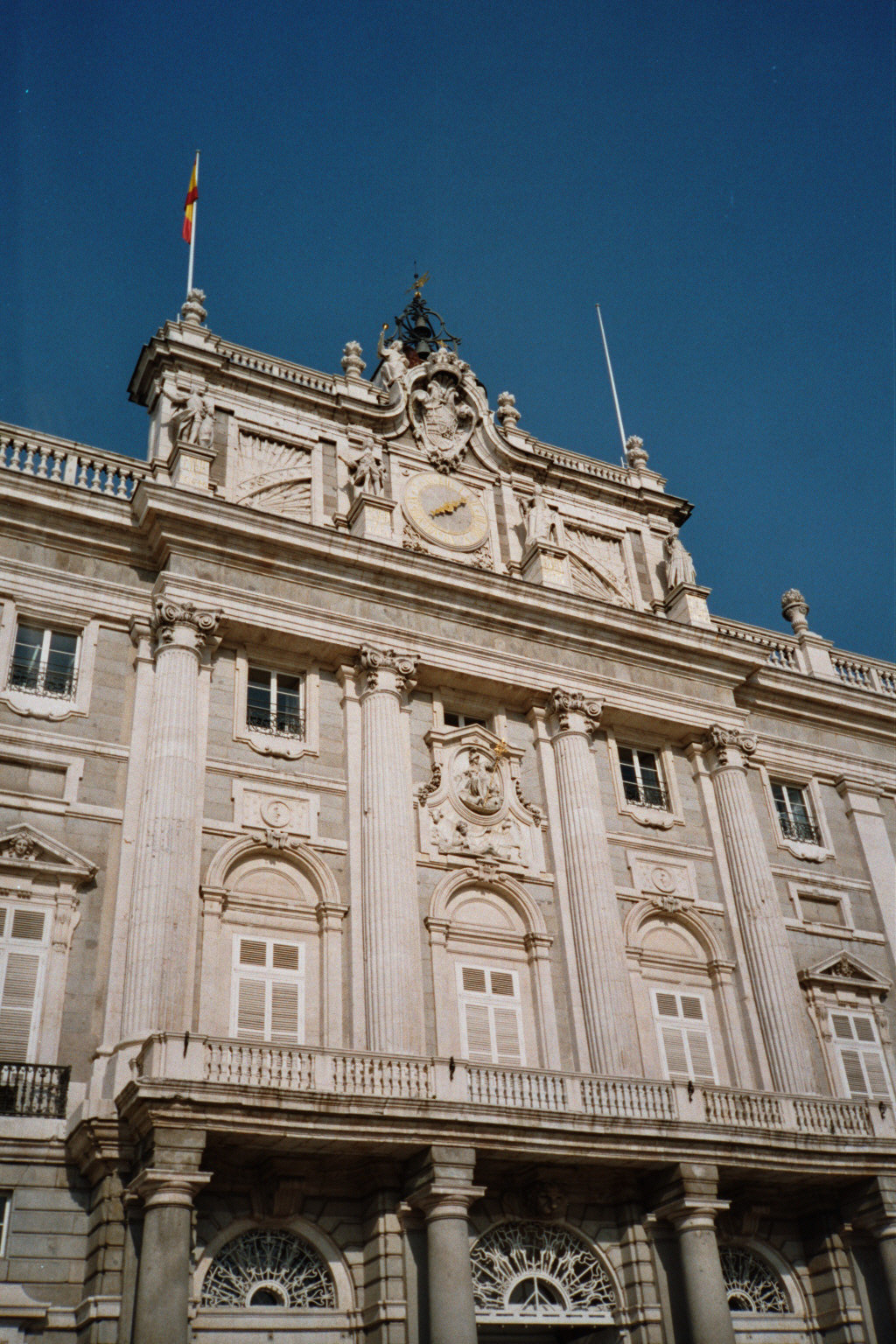
Façade du Palais royal de Madrid.

Comme le publia en une le journal Región (es) d’Oviedo : « À présent tout dépend du roi ». Le roi arriva à Madrid dans la matinée du 14, après un voyage — probablement délibérément — long. Dans leur majorité, les garnisons étaient restées fidèles au gouvernement, mais semblaient en attente d’instructions du monarque. De plus, le gouvernement n’avait reçu aucun soutien actif, dans les rangs des civils comme des militaires. Ainsi, lorsqu’il eut un entretien au palais royal avec le président du gouvernement García Prieto, il rejeta sa proposition de convoquer les Cortes pour le 17 septembre. Lorsque García Prieto lui proposa la destitution des commandements militaires rebelles, le monarque répondit qu’il devait y réfléchir. Dans un régime comme celui de la Restauration, où le roi nommait et destituait librement ministres et présidents du gouvernement, cela revenait à suggérer au chef de l’exécutif de démissionner, ce que fit ce dernier. Dans ses mémoires, Niceto Alcalá-Zamora écrivit que lorsqu’il rendit visite à García Prieto il le trouva résigné et déprimé.
Le même matin, Primo de Rivera envoya un télégramme au roi dans lequel il le pressait de prendre une décision et insistait sur le fait que cette « révolution », encore modérée, pourrait dégénérer en un bain de sang. Le roi contacta plusieurs figures importantes de la politique comme Antonio Maura ou José Sánchez Guerra, et tous les conseillèrent de donner le pouvoir aux militaires. Il s’entretint également avec le capitaine général de Madrid, le général Muñoz Cobos, ainsi que les généraux du Quadrilatère. Alphonse XIII décida finalement de faire appeler Primo de Rivera à Madrid. Il lui octroya le pouvoir à 13 h 15. Dans la foulée, le capitaine général Muñoz Cobos déclara l’état de guerre à Madrid.

### Samedi 15 septembre: le roi nomme Primo de Rivera chef du gouvernement et président du Directoire militaire

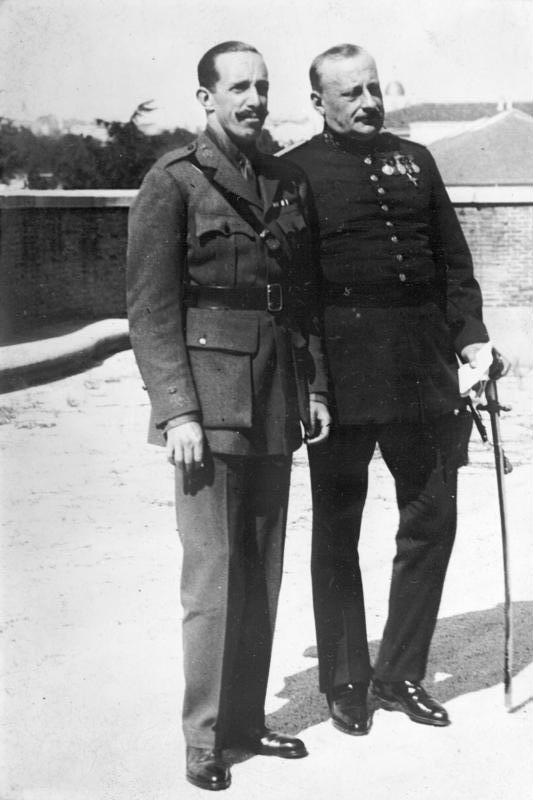
Alphonse XIII et Primo de Rivera, après la nomination de ce dernier comme chef du gouvernement et président du Directoire militaire.

Une foule enthousiaste accompagna Primo de Rivera au train qui l’amènerait à Madrid. Selon le journal conservateur La Vanguardia, jamais on n’avait vu un « phénomène similaire ». Un témoin militant de la CNT rapporta que sur les quais se réunit « la crème de la réaction barcelonaise, tous les monarchistes, l’évêque, les traditionalistes [les carlistes] et aussi une bonne représentation de la Lliga Regionalista. Bien en vue, une représentation du patronat ».
Dans la matinée du 15 septembre, Primo de Rivera arriva à Madrid. Il s’entretint tout d’abord avec les généraux du Quadrilatère, réunion à laquelle participa également le capitaine général de Madrid, Muñoz Cobos, à qui il indiqua qu’il avait décidé de devenir un dictateur militaire autocrate, plutôt que de former un gouvernement civil sous tutelle militaire. Muñoz fit part au roi des intentions de Primo de Rivera, qui étaient contraires à la Constitution de 1876.
Lors de la réunion entre Primo de Rivera et le roi au palais royal ce même matin, ils se mirent d’accord sur une formule intermédiaire qui garde les apparences de la légalité constitutionnelle. Le général serait nommé « chef du gouvernement » et « ministre unique », assisté par un Directoire militaire, formé de 8 généraux et d’un contre-amiral. De plus, il fut établi que Primo de Rivera prêterait serment selon le protocole établi, devant le ministre de la Justice du gouvernement antérieur. Selon certaines sources, au cours de leur conversation, le roi dit au général : « Dieu veuille que tu réussisses. Je vais te donner le pouvoir ».
La Gaceta de Madrid du jour suivant publia le décret royal, signé par le roi et visé par le ministre de la Grâce et de la Justice, Antonio López Muñoz, qui déclaré Primo de Rivera « Chef du Gouvernement » ; le même numéro de la Gaceta incluait le premier décret royal que le nouveau chef de l’exécutif eût présenté au roi, par lequel était créé un Directoire militaire, présidé par lui-même et qui aurait « toutes les facultés, initiatives et responsabilités inhérentes à un Gouvernement entier, mais avec une signature unique » et qui se proposait de « construire une brève parenthèse dans la marche constitutionnelle de l’Espagne ». En pratique, cela se traduisit par l’octroi de pouvoirs exceptionnels à Primo de Rivera, qui a la faculté de publier à volonté des décrets « avec force de loi », à la seule condition qu’ils soient ratifiés par le monarque. Les postes de président du Conseil des ministres, ceux de ministres et de sous-secrétaires, à l’exception des sous-secrétaires d’État et de la Guerre, étaient supprimés,,
Le 17 septembre, la Gaceta de Madrid publia la dissolution du Congrès des députés et de la partie élective du Sénat, faculté dont disposait le roi en vertu de l’article 32 de la Constitution, mais avec l’obligation de convoquer de nouvelles élections dans les trois mois. Une fois ce délai écoulé le 12 novembre, les présidents des deux chambres du Parlement, Melquíades Álvarez et le comte de Romanones respectivement, se présentèrent devant le roi afin de lui demander de former de nouvelles Cortes, lui rappelant que c’était son devoir de monarque constitutionnel. Tous deux furent immédiatement destitués. Primo de Rivera le justifia avec ces mots : « Le pays ne se laisse plus impressionner par des films de nature libérale et démocratique ; il veut de l’ordre, du travail et de l’économie ».
Dans un entretien publié le 24 janvier 1924 par le quotidien britannique Daily Mail, le roi Alphonse XIII justifia sa décision ainsi : « J’ai accepté la Dictature Militaire car l’Espagne et l’Armée l'avaient voulu pour mettre fin à l’anarchie, aux débordements parlementaires et à la faiblesse chancelante des hommes politiques. Je l’ai acceptée comme l’Italie dut recourir au fascisme parce que le communisme était sa menace immédiate. Et parce qu’il fallait employer une thérapeutique énergique sur les tumeurs malignes dont nous souffrions dans la Péninsule et en Afrique ».
Le socialiste Indalecio Prieto, dans un article écrit peu après le coup militaire de Primo de Rivera, désignait le monarque lui-même comme son instigateur, afin d’empêcher que la commission chargée d’enquêter sur les reponsabilités du désastre d'Anoual puisse formuler des accusations,.

## Réactions

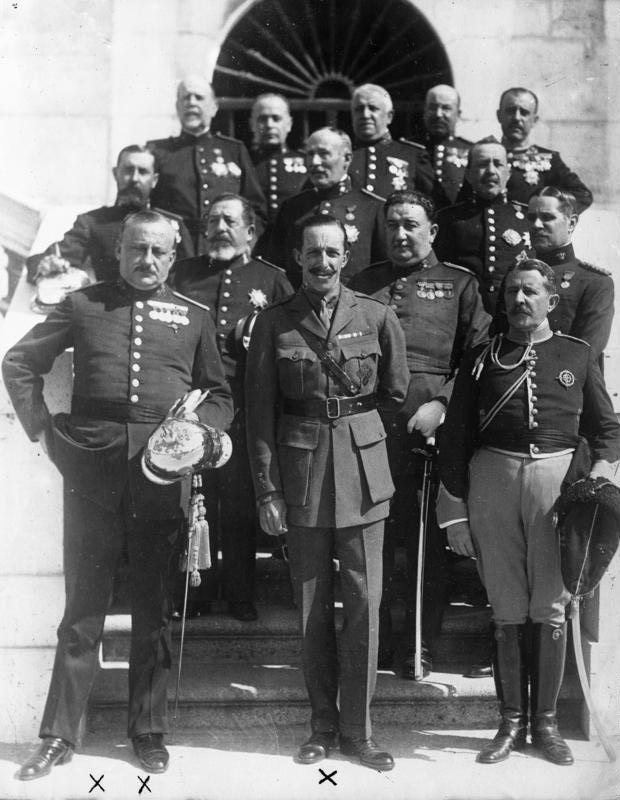
De gauche à droite (en gras les généraux membres du Directoire et entre parenthèses le numéro de la région militaire qu’ils représentaient ; en italique les quatre généraux du Quadrilatère) : le général Primo de Rivera, le roi Alphonse XIII, et le général José Cavalcanti de Alburquerque, au premier rang; le général Antonio Mayandía Gómez (5), le général Federico Berenguer Fusté et le général Leopoldo Saro Marín, au second rang ; le général Antonio Dabán Vallejo, le général Francisco Ruiz del Portal (7e) et le général Luis Navarro y Alonso de Celada (3.ª), au troisième rang ; le général Luis Hermosa y Kith (2e), le général Dalmio Rodríguez Pedré (4e), le général Adolfo Vallespinosa Vior (1re), le général Francisco Gómez-Jordana Sousa (6e), et le général Mario Muslera y Planes (8e), au dernier rang.

La réaction publique au coup d’État est débattue. Elle fut « dans l'ensemble favorable » selon l’historien Shlomo Ben-Ami, d’autres la qualifient de plutôt passive ou de bienveillance indifférente, ou encore d’un « mélange de prudence, satisfaction et impuissance », ce qui s’explique du fait que le système que Primo de Rivera venait de renverser ne jouissait pas du soutien populaire. La récupération dans le discours du dictateur de la rhétorique régénérationniste nourrit dans l’esprit de beaucoup de gens l’espoir qu'il mettrait au régime caciquiste décrié depuis bien longtemps, mais de façon exacerbée depuis le début du siècle. Ainsi, le journal libéral El Sol éluda la question du coup militaire et, dans son éditorial, souhaita la bienvenue à « une Espagne plus noble et fertile que celle la vieille et délabrée dans laquelle nous sommes nés », bien que précisant plus loin qu’une fois « terminée l’œuvre de déraciner le vieux régime et d’assainir intérieurement l'organisme de l'État », le Directoire devrait céder le pouvoir à un gouvernement civil libéral — de fait, lorsqu’on constata peu de temps après que l’intention de Primo de Rivera était de se perpétuer au pouvoir, il lui retira son appui —. Plus tard, le juriste socialiste  Luis Jiménez de Asúa écrivit : « Les gens voyaient dans le général insoumis le salut de la partie »,.
Pour ce qui est des forces ouvrières, les anarchosyndicalistes furent pris par surprise par le coup d’État et, selon Shlomo Ben-Ami, beaucoup de militants de la CNT « se limitèrent à attendre passivement que les autorités viennent fermer leurs locaux. La CNT était épuisée par des années de répression brutale et elle était déjà quasiment inutile comme instrument de combat ». Malgré cela, la CNT forma un Comité d’action contre la guerre et la dictature, qui convoqua une grève générale à Madrid et Bilbao, appuyée par les communistes mais qui n’eut qu’un faible écho. Ils invitèrent les socialistes à s’unir au Comité mais ces derniers choisirent de rester dans l’expectative et les directions du PSOE et de l’UGT demandèrent à leurs membres de n’intervenir dans aucune tentative révolutionnaire hasardeuse, qui ne ferait que servir de « prétexte à des répressions […] au bénéfice de la réaction ».
Parmi les intellectuels également, peu nombreux furent ceux qui s’opposèrent au coup d’État, « seulement Miguel de Unamuno, Manuel Azaña et Ramón Pérez de Ayala se montrèrent de façon non équivoque contre le dictateur ».
La haute bourgeoisie reçut le nouveau régime avec euphorie, spécialement en Catalogne. La Chambre de commerce et de l’industrie de Catalogne salua le dictateur « avec le plus grand enthousiasme », espérant qu’il mette fin à une situation qui était jugée intolérable. Les autres organisations patronales firent de même, comme l’Institut agricole de San Isidro (es) qui souhaitait qu’il mît fin aux « courants qui dévastaient le droit de propriété ». Ce fut également le cas des partis politiques conservateurs comme la Lliga Regionalista et l’Union monarchique nationale. Cette dernière se considérait comme faisant partie du « mouvement de régénération » basé sur les principes de « patrie, monarchie et ordre social ». Hors de la Catalogne, les classes aisées firent preuve du même enthousiasme et diverses organisations patronales se proposèrent de collaborer avec la dictature pour « détruire une bonne fois pour toutes la pourriture qui, contre toute justice et contre toute morale, conduit le pays, lentement mais inexorablement, au plus insondable précipice », comme le proclama la Confédération patronale espagnole. Comme le remarque l’historienne Ángeles Barrio, « l’attitude des bourgeoisies espagnoles ne fut pas différente de celle d’autres bourgeoisies […] européennes qui, face au danger du bolchévisme, ne firent rien pour défendre le maintien d’un ordre libéral disposé à se démocratiser avec lequel elles ne s’identifiaient pas, et dans lequel elles pressentaient que leurs intérêts n’étaient pas suffisamment garantis ».
L’Église catholique espagnole appuya également la nouvelle dictature. Le cardinal de Tarragone, Vidal y Barraquer loua le « noble effort » de l’« honorable » général Primo de Rivera. La Confédération nationale catholique-agraire (es) lui souhaita la bienvenue et lui offrit son soutien pour « renforcer l’autorité, la discipline sociale et la récupération de la morale ». Le journal catholique El Debate espérait que le dictateur ordonnerait une campagne d’« assainissement moral, en s’attaquant au jeu, à la pornographie, à l’alcoolisme et d’autres plaies sociales ». Un journal catholique de Cordoue en arriva à augurer que si Primo de Rivera échouait, cela ouvrirait le chemin au « torrent débordant du bolchévisme ». Le Parti social populaire, parti catholique récemment fondé, à la notable exception d’Ángel Ossorio y Gallardo, accueillit avec enthousiasme ce qu’elle qualifia de nouveau « mouvement national », ainsi que les mauristes qui considéraient la Dictature, « quelles que soient les anomalies de son origine », comme le début d’un « resurgissement de l'Espagne ». Même les carlistes lui donnèrent leur soutien car, comme le manifesta le prétendant Jacques de Bourbon, il représentait « un rapprochement avec nos doctrines » et « l’expression de l’esprit nettement traditionaliste ». Au sein du carlisme, ceux qui se montrèrent les plus enthousiastes furent les membres du Parti catholique traditionaliste, comme Víctor Pradera ou Salvador Minguijón. Juan Vázquez de Mella lui-même, le fondateur du parti, invita le Directoire à « rester un long temps au pouvoir », pour lutter contre « le péril musulman uni au péril rouge, tous deux unis au péril juif, le véritable directeur spirituel de la Révolution » et choisir la « dictature de l’ordre » plutôt que la « dictature rouge du bolchévisme », comme « devront choisir bientôt les peuples d’Europe et d’Amérique ».
En ce qui concerne les deux partis du turno, selon Ben-Ami « ils semblèrent soulagés par la décision de Primo de Rivera d’anesthésier temporairement la politique espagnole » ; « bien que certains d’entre eux [de ses membres] soient clairement disposés à démocratiser le système, aucun ne se sentait prêt à défier l’indisputable position du roi comme créateur et destructeur [derribador] de gouvernements ». Certaines figures politiques du système eurent une vision erronée du coup d'État qui avait eu lieu : ils pensèrent qu’il s’agissait simplement d’une crise gouvernementale comme il y en avait eu de nombreuses au cours de la Restauration et restèrent dans l’attente qu’on les sollicite pour la résoudre dans le cadre légal établi.

## Le rôle du roi

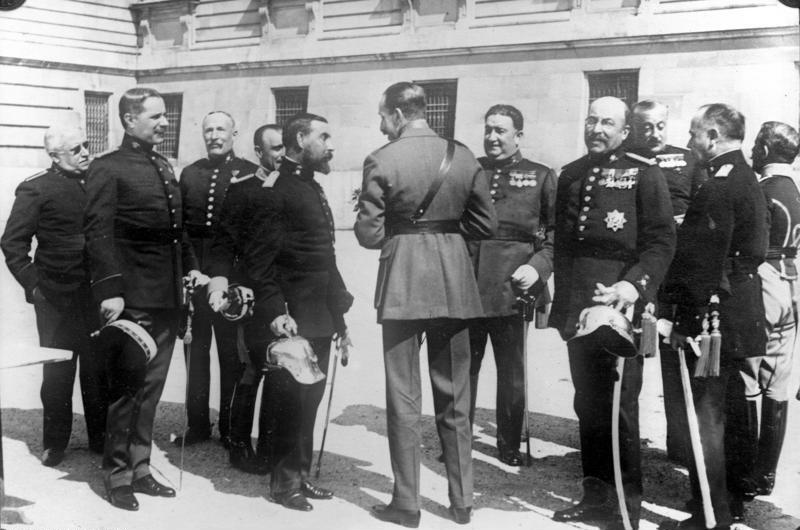
Le roi Alfonse XIII, au centre et de dos, converse avec le général Antonio Dabán Vallejo, membre du Quadrilatère ; à droite, regardant l’objectif et avec un casque dans la main, le général Francisco Gómez-Jordana Sousa, membre du Directoire militaire, en représentation de la 4e région militaire ; au centre au second plan, le Federico Berenguer Fusté, membre du Quadrilatère et frère du général Dámaso Berenguer, inculpé dans le rapport Picasso ; le général Primo de Rivera apparaît à droite au second plan, conversant avec le général José Cavalcanti de Alburquerque, fondateur du Quadrilatère ; à gauche, en train d’observer la conversation entre le roi et le général Dabán, le général Leopoldo Saro Marín, membre du Quadrilatère.

Tôt dans la matinée du 20 novembre 1931, l’assemblée constituante de la Seconde République issue des élections générales du 28 juin de la même année déclarèrent coupable de « haute trahison » « celui qui fut roi d’Espagne », « qui, en exerçant les pouvoirs de sa magistrature contre la Constitution de l’État, a commis la plus criminelle violation de l’ordre juridique de son pays, et, en conséquence, le Tribunal souverain de la Nation déclare solennellement hors la Loi D. Alphonse de Bourbon et Habsbourg-Lorainne. Privé de la paix juridique, tout citoyen espagnol pourra appréhender sa personne s’il pénétrait dans le territoire national. Don Alfonso de Borbón sera privé de toutes ses dignités, droits et titres, qu'il ne pourra utiliser ni en Espagne ni hors d'Espagne, et dont le peuple espagnol, par la voix de ses représentants élus pour voter les nouvelles normes de l'État espagnol, le déclare déchu, sans possibilité de les revendiquer à l'avenir, pour lui comme pour ses successeurs. Tous les biens, droits et actions dont il est propriétaire qui se trouvent sur le territoire national seront saisis par l’État, en son propre bénéfice, qui disposera de l’usage convenable qu’il devra leur donner ». Le président du gouvernement provisoire de la Seconde République (es), Manuel Azaña, déclara devant les députés : « avec ce vote est réalisée la proclamation de la République en Espagne ». Selon l’historien Eduardo González Calleja : « en effet, avec cet acte de justice, très discutable du point de vue du formalisme légal comme de son utilité politique dans ces moments, était consommée la rupture légale et symbolique avec le régime existant jusqu’au 14 avril ».
Le rôle du roi dans le coup d’État de 1923 et sa conduite durant la dictature ont fait l’objet de débats parmi les historiens. Selon Shlomo Ben-Ami, « Alphonse XIII avait montré depuis des années des tendances absolutistes, un fort désir de gouverner sans le parlement, une étiquette courtisane rigide non démocratique, et manifestait une admiration maladive pour l'armée, dont il était le principal arbitre des promotions de ses officiers ». Ben Ami et Eduardo González Calleja s’accordent sur le fait que la désaffection du roi pour le système parlementaire fut renforcée à l’issue du « désastre » militaire de 1921,. Il le manifesta par exemple le 23 mai 1921 dans un discours prononcé à Cordoue, dans lequel il déclara que « le parlement ne remplit pas son devoir », ajoutant : « ceux qui m’écoutent pourront penser que j’enfreins la Constitution ». Il affirma également que « à l’intérieur et en dehors de la Constitution […] [le parlement] devrait se sacrifier ». En présence des officiers de la garnison de Barcelone, il déclara le 7 juin 1922 dans un restaurant de Las Planas (Gérone) : « rappelez-vous toujours que vous n’avez d'autre engagement que les égards accordés à votre Patrie et à votre Roi ». Dans un discours prononcé à Salamanque un an plus tard, il approuva l’établissement d’une dictature provisoire dans le but de « laisser un passage franc aux Gouvernements qui respectent la volonté populaire ». Selon  Eduardo González Calleja, Alphonse XIII renonça à cet engagement après avoir consulté de plusieurs figures politiques parmi lesquelles le conservateur Antonio Maura, mais « laissa le chemin ouvert aux conspirateurs militaires ». Selon Ben Ami, « ce qui incita le roi Alphonse à coqueter avec une solution extraparlementaire fut la résurrection du parlementarisme espagnol plutôt qu’avec sa dégénération. Le débat public sur les responsabilités et la propagande antialphonsine des socialistes […] ne pouvait que devenir une gêne insupportable pour le monarque ». Cette position rejoint celle de l’historien britannique Raymond Carr qui affirma, au sujet du coup militaire de Primo de Rivera : « Ce n’était pas la première, ni la dernière fois, qu’un général assurait achever un corps malade, quand, en réalité, il étranglait un nouveau-né »
Concernant la participation du roi dans les préparatifs du coup d’État de Primo de Rivera, Javier Tusell affirme qu’il n’y a aucune preuve qu’il en soit le promoteur, bien qu’il partageât fondamentalement le constat négatif des conspirateurs sur la situation politique. « Indiscret et peu prudent, Alphonse XIII parla avec plus d’un au sujet d’un possible gouvernement autoritaire », mais il écarta de diriger lui-même une dictature car, comme il le dit à Gabriel Maura Gamazo, fils du leader conservateur Antonio Maura : « si je me décidais à exercer la dictature pour mon propre compte, je devrais immédiatement m’affronter à tous ». Plus tard, il admit que certains des conspirateurs s’étaient, tardivement, adressés à lui. Tusell pense qu’il s’agit probablement d’un ou plusieurs généraux du Quadrilatère, et qu’il est bien possible que le monarque n’en ai pas spécialement tenu compte, étant donné qu’il était habitué à être approché par des militaires « avec des menaces plus ou moins voilées de se soulever ». Pour sa part, l’historienne García Queipo de Llano pense que « durant l’été 1923, le roi pensa à la possibilité de nommer un gouvernement militaire » corporatif qui aurait pu être accepté par la classe politique, mais « seulement une parenthèse pour revenir ensuite à la normalité constitutionnelle » ; certains propos de Primo de Rivera semblent néanmoins écarter la participation du roi : « le Roi fut le premier surpris [par le coup] et cela, qui peut le savoir mieux que moi ? » .
Certains historiens considèrent significatif le fait que l’une des premières décisions prises par le Directoire militaire fut de s’emparer des archives de la Commission de responsabilités (es) du Congrès des députés qui était en train de préparer un rapport, dont la présentation était prévue le 2 octobre 1923, basé sur l’enquête menée par le général Picasso sur les responsabilités de la défaite d’Anoual qui, selon des déclarations faites par le député socialiste Indalecio Prieto le 17 avril 1923 qui suscitèrent un grand nombre de commentaires, allait impliquer le roi.
Selon Eduardo González Calleja, « le roi eu, quoi qu’il en soit, une claire responsabilité personnelle dans la détérioration de la situation politique. Après s’être interposé comme obstacle traditionnel dans les différentes tentatives de démocratisation du système par un usage abusif de la prérogative royale et l’encouragement du militarisme au détriment du pouvoir civil, don Alphonse instrumentalisa la menace militaire qui cernait le régime parlementaire pour renforcer son propre rôle, passant du rôle d’arbitre à celui d’acteur fondamental du jeu politique ».
Pour Shlomo Ben-Ami :

« Alphonse XIII sanctionna avec son autorité la victoire de la force. […] En adhérant à la rébellion contre la légalité constitutionnelle, le roi aida à créer le mythe selon lequel il était « responsable » de la dictature. Dans tous les cas il est difficile d’imaginer que  l’armée se soit soumise à une rébellion qui n’aurait pas été sanctionnée par le monarque, chef suprême des forces armées et personnification de la nation. Un coup contre la volonté du roi aurait été « complètement impossible ». Les défenseurs du souverain allégaient qu’il s'était sacrifié pour éviter une dangereuse division de l’armée en deux factions antagonistes, divisions qui, craignait-il, conduirait à une guerre civile. Alphonse se rendait compte qu’il avait violé la constitution, mais il demanda rhétoriquement à un journaliste français du quotidien Le Temps : « Qu’est-ce qui est mieux, maintenir la constitution vivante ou laisser mourir la nation? » Quelle que fût la vérité, le mythe prévalut. Le destin du roi et de son trône restait inextricablement lié, dès lors, avec celui de la dictature. »

Selon Javier Tusell :

« ce qui survint supposa un changement décisif dans la politique espagnole. […] On fit la promesse que le coup d’État durerait peu et il obtint un soutien généralisé, mais ses conséquences à moyen terme furent très graves. Le Roi s’empressa d’expliquer aux ambassadeurs français et britannique qu’il n’avait rien eu à voir avec ce qui était arrivé. Mais il viola la Constitution en ne convoquant pas le Parlement et cela lui coûta le trone. »

D’après Santos Juliá :

« Le coup de Primo de Rivera ferma toute possibilité de trouver à l’intérieur de la monarchie constitutionnelle la solution au problème constituant que les différents mouvements, ouvrier, républicain, réformiste, catalaniste, militaire, et des figures très représentatives des élites intellectuelles, avaient situé au premier plan du débat et de l’action politique depuis 1917. »